# Eli Goree

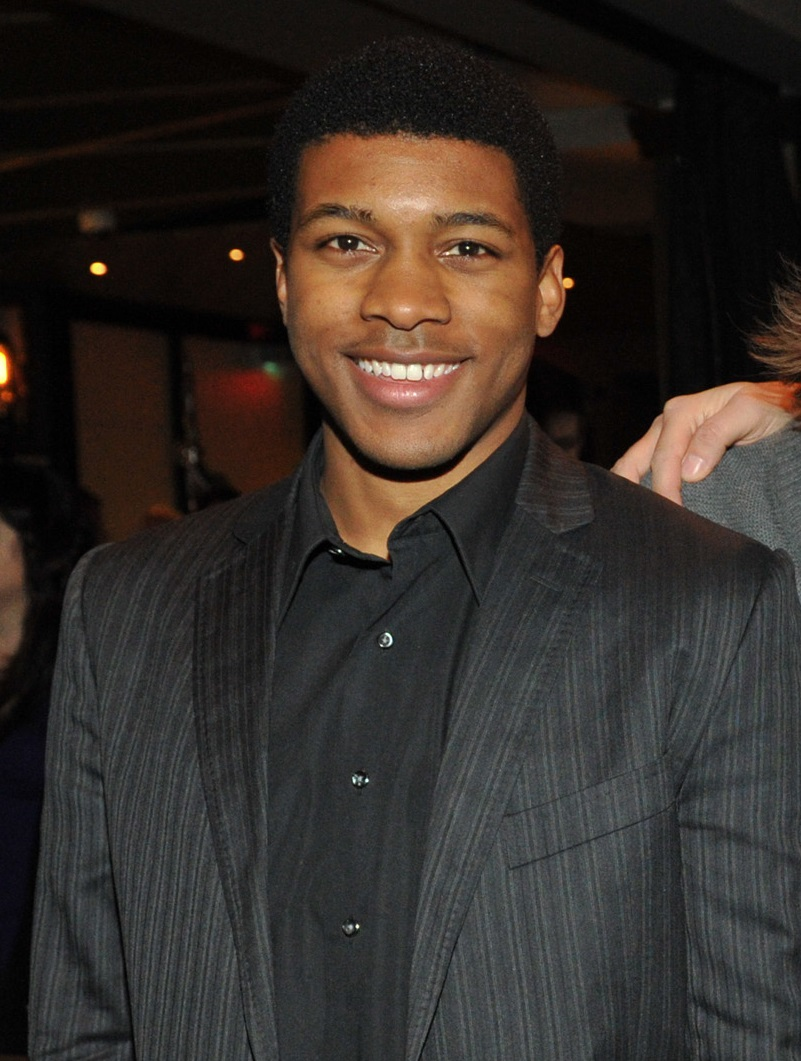
Eli Goree (2011)

Eli Goree (* 26. Mai 1994 in Halifax) ist ein kanadischer Schauspieler.

## Leben
Goree trat als Sechsjähriger in der Kindersendung Sesame Park auf, der kanadischen Version der Sesamstraße  (Sesame Street). Er arbeitete 2003 bei einem Campusradio, 2006 war er Moderator des CBC-Magazins Street Cents. Im selben Jahr begann er außerdem, als freier Journalist für Canada Now zu arbeiten. Als Fernsehschauspieler tritt er seit 2009 in Erscheinung, zunächst in der Sitcom Da Kink in My Hair und der Dramaserie Soul.

## Auszeichnungen
- 1999 New Filmmakers-Zuschuss vom Centre for Arts and Tapes
- 2006 Best youth-non-fiction von Gemini
- 2006 Preis des japanischen Außenministeriums für die beste Sendung in der Kategorie youth education für die Sendung Street Cents[6]

## Filmografie (Auswahl)
- 2006: Enough (Kurzfilm)
- 2007: Da Kink in My Hair (Sitcom, 13 Folgen)
- 2009: Flashpoint – Das Spezialkommando (Flashpoint, Fernsehserie, 1 Folge)
- 2010: Pure Pwnage (Fernsehserie, 6 Folgen)
- 2012, 2013: Emily Owens (Emily Owens, M.D., Fernsehserie, 4 Folgen)
- 2012: Supernatural (Fernsehserie, 1 Folge)
- 2012: Abducted – The Carlina White Story (Fernsehfilm)
- 2013: Motive (Fernsehserie, 1 Folge)
- 2013: Eve of Destruction – Wenn die Welt am Abgrund steht (Eve of Destruction)
- 2014: Godzilla
- 2014: The 100 (Fernsehserie, 5 Episoden)
- 2016: Dead of Summer (Fernsehserie, 9 Folgen)
- 2016: Heartbeat (Fernsehserie, 1 Folge)
- 2016: Legends of Tomorrow (Fernsehserie, 1 Folge)
- 2016: Zeit für Legenden (Race)
- 2018: Ballers (Fernsehserie, 6 Folgen)
- 2018: GLOW (Fernsehserie, 1 Folge)
- 2019: Pearson (Fernsehserie, 10 Folgen)
- 2019: Riverdale (Fernsehserie, 13 Folgen)
- 2020: One Night in Miami
- 2021: The Guilty
- 2022: Peripherie (The Peripheral, Fernsehserie)